# Karen van den Berg
Karen van den Berg (* 1963) ist eine deutsche Kunsthistorikerin und Ausstellungsmacherin.

## Akademischer Werdegang
Karen van den Berg studierte Kunstwissenschaft, Klassische Archäologie und Nordische Philologie in Saarbrücken und Basel, wo sie 1995 bei dem deutschen Kunsthistoriker Gottfried Boehm mit der Arbeit „Die Passion zu malen. Zur Bildauffassung bei Matthias Grünewald“ promovierte (als Buch: Duisburg/Berlin 1997). Seit 1988 ist sie zudem kuratorisch tätig. Von 1993 bis 2003 war sie Dozentin an der Universität Witten/Herdecke, wo sie zusammen mit ihrem damaligen Ehemann Jörg van den Berg den Programmbereich für Gegenwartskunst „Art in Dialog“ am Studium Fundamentale gründete und leitete. Von 1991 bis 1994 erhielt sie ein Promotionsstipendium der Friedrich-Naumann-Stiftung und 1994–96 gemeinsam mit Jörg van den Berg das Max Imdahl Stipendium für Kunstvermittlung. 1994 war sie Writer in Residence an der Chinati Foundation in Marfa/Texas. 2003 wurde van den Berg Professorin und Gründungsdekanin des Departments für Kultur- und Kommunikationswissenschaften an der Zeppelin Universität in Friedrichshafen. Dort hat sie den Lehrstuhl für Kunsttheorie und inszenatorische Praxis inne und ist Sprecherin des artsprograms der Zeppelin Universität sowie des Labors für implizites und künstlerisches Wissen.
Neben verschiedenen Lehraufträgen im In- und Ausland war sie im Sommersemester 2016 Fellow am IKKM in Weimar und im Januar 2017 Visiting Scholar am Department of Comparative Literature der Stanford University. Von 2011 bis 2018 war sie Mitglied im Kuratorium und im Beirat der Akademie Schloss Solitude in Stuttgart und von 2013 bis 2015 im Beirat des Arts Programs der Leuphana Universität Lüneburg. Von 2007 bis 2014 war sie im Vorstand des „Fachverband für Kulturmanagement“.
Karen van den Berg hat zwei Kinder und ist seit 2010 mit dem Erziehungswissenschaftler Markus Rieger-Ladich verheiratet. Sie ist die Tochter des Politikers Egon Schübeler.

## Forschungsschwerpunkte und Publikationen
Karen van den Bergs wissenschaftliche Tätigkeit befasst sich mit den Produktionsbedingungen der Kunst und situiert künstlerische Praxis im Kontext kulturwissenschaftlicher Diskurse. Der Fokus liegt dabei im Bereich der Moderne und der Gegenwartskunst. Ihre Forschungsschwerpunkte sind Studio-Forschung, künstlerische Episteme, Kunst und Politik, Theorie des Inszenierens und Ausstellens, Museums- und Bildungsarchitekturen, künstlerischer Aktivismus und Kunstmärkte. Neben den thematischen Schwerpunkten hat sie sich in Monographien und ausführlichen Essays u. a. mit folgenden Künstlern auseinandergesetzt: Joseph Beuys, Matthias Grünewald, Korpys/Löffler, Mutter/Genth, Arnulf Rainer, Erich Reusch, SANAA, Katja Sander, Richard Serra, Rirkrit Tiravanija, Erwin Wortelkamp, Andrea Wolfensberger, Christian Jankowski sowie dem Zentrum für Politische Schönheit.
Zu ihren wichtigsten Publikationen zählen der Band „Art Production beyond the Art Market?“ (2013) und der gemeinsam mit Hans Ulrich Gumbrecht herausgegebene Band „Politik des Zeigens“ (2010). 2016 hat sie zusammen mit Claus Volkenandt den Band „Bildrezeption als Bildproduktion. Ausgewählte Schriften zu Bildtheorie, Kunstwahrnehmung und Wirtschaftskultur von Michael Bockemühl“ herausgegeben. 2019 gab sie gemeinsam mit Cara Jordan und Philipp Kleinmichel das Buch "The Art of Direct Action. Social Sculpture and Beyond" heraus und 2022 gemeinsam mit Ulrike Shepherd das Buch "Art, Science & Society. The artsprogram of the Zeppelin University".